# Zandru's Forge
Zandru's Forge este un roman științifico-fantastic (de fantezie științifică) din 2003 al scriitoarei americane Marion Zimmer Bradley scris împreună cu Deborah J. Ross. Este al doilea roman din Trilogia Clingfire, după The Fall of Neskaya , fiind urmat de A Flame in Hali.
Face parte din Seria Darkover care are loc pe planeta fictivă Darkover din sistemul stelar fictiv al unei gigante roșii denumită Cottman. Planeta este dominată de ghețari care acoperă cea mai mare parte a suprafeței sale. Zona locuibilă se află la doar câteva grade nord de ecuator.